# Антоненко, Зинаида Михайловна
Зинаи́да Миха́йловна Анто́ненко (14 октября 1907, д. Сухой Овраг, Чебоксарский уезд, Казанская губерния, Российская империя — 13 января 1996, г. Йошкар-Ола, Марий Эл, Россия) — советский марийский деятель культуры, партийно-административный руководитель. Первый председатель Комитета по телевидению и радиовещанию Марийской АССР (1952, 1957—1963), директор Марийского республиканского научно-краеведческого музея (1964—1966). Член ВКП(б).

## Биография
Родилась в д. Кукшенеры (до 1927 г. — д. Сухой Овраг) ныне Звениговского района Марий Эл в семье учителя начальной школы. В 1926 году окончила Институт марксизма-ленинизма (г. Горький), в 1937 году — Высшую школу пропагандистов при ЦК ВКП(б) в г. Москве, в 1954 году — Высшую партийную школу при ЦК ВКП(б) (заочно).
Член ВЛКСМ с 1922 года, член ВКП(б) с 1930 года. С 1927 года в Йошкар-Олинском горкоме ВКП(б): в 1943—1945 годах — заведующая отделом культуры и пропаганды, в 1945—1952 годах — секретарь. В 1931—1933 годах работала заведующей женским отделом Оршанского райкома ВКП(б), в 1933—1935 годах — заведующей Оршанского РОНО Марийской автономной области.
В 1937—1943 годах была заведующей отделом кадров Совета Министров Марийской АССР. Затем перешла на руководящую работу в сферу культуры республики: в 1952, 1957—1963 годах — председатель Комитета по телевидению и радиовещанию Марийской АССР, в 1964—1966 годах — директор Марийского республиканского научно-краеведческого музея (ныне Национальный музей Республики Марий Эл им. Т. Евсеева).
Скончалась 13 января 1996 года в г. Йошкар-Оле, похоронена на Туруновском кладбище.

## Награды
- Орден Трудового Красного Знамени (1962)[4]
- Орден «Знак Почёта» (1951)[4]
- Медаль «За доблестный труд. В ознаменование 100-летия со дня рождения Владимира Ильича Ленина» (1970)
- Медаль «Ветеран труда»
- Почётная грамота Президиума Верховного Совета Марийской АССР (1946, 1957, 1968)[4]